# Viví Abajo
Viví Abajo es un barrio ubicado en el municipio de Utuado en el Estado Libre Asociado de Puerto Rico. En el Censo de 2010 tenía una población de 3143 habitantes y una densidad poblacional de 210,86 personas por km².

## Geografía
Viví Abajo se encuentra ubicado en las coordenadas 18°15′34″N 66°40′58″O / 18.25944, -66.68278. Según la Oficina del Censo de los Estados Unidos, Viví Abajo tiene una superficie total de 14.91 km², de la cual 14.9 km² corresponden a tierra firme y (0.05%) 0.01 km² es agua.

## Demografía
Según el censo de 2010, había 3143 personas residiendo en Viví Abajo. La densidad de población era de 210,86 hab./km². De los 3143 habitantes, Viví Abajo estaba compuesto por el 95.26% blancos, el 1.72% eran afroamericanos, el 0.1% eran amerindios, el 1.97% eran de otras razas y el 0.95% pertenecían a dos o más razas. Del total de la población el 99.68% eran hispanos o latinos de cualquier raza.